# コヤマタイガ
現在服役中
小山 大雅（こやま たいが、1988年1月23日‐）は、ミュージックビデオなど音楽映像の制作を中心に活動する映像作家・写真家。山梨県出身。

## 監督した主なPV
- RADIO FISH - 「STAR」「PARADISE」
- DOBERMAN INFINITY - 「#PLAY」
- 絶対直球女子!プレイボールズ - 「絶対直球少女隊」「Super Summer」「野球しようぜ！」「ダイビングキャッチ」「内野でも外野でもいい球場へ連れて行ってね」「We are UMPIRE」「かっとばせ！俺達」「Standing Double」
- Northern19 - 「BELIEVER」
- LASTGASP - 「1st Full Album "the Last resort" MV」
- BACK-ON - 「DTM」「Mirros」「PACK OF THE FUTURE」
- ドレスコーズ - 「オーディション(スローガン#5 footage director)」
- LACCO TOWER - 「怪人一面相」 「非幸福論 Trailer(M4 傷年傷女)」[1]
- GEEKS -「GEAR MARCH」「ROAD ROLLER」
- TeddyLoid - 「TO THE END feat.アイナ・ジ・エンド(BiSH)」「ダイキライ feat.ちゃんみな」
- T/ssue - 「東京city」
- CROSS VEIN - 「Maid of Lorraine」「forget-me-not」
- バックドロップシンデレラ - 「亡霊とウンザウンザを踊る」[2]「アラスカアバンチュール」「COOLです」
- SUPER BEAVER - 「愛する トレーラー(M6-Q&A、M8-言えって)」
- Central 2nd Sick - 「Mission」「MuSiQ」
- PURPLE HUMPTY - 「星空のバラッド」「BABY BABY」
- Chameleon - 「春風」「In Your Hands」
- BACK LIFT - 「morning」「sign」「Cry Alone」
- EVERLONG - 「POPダイバー」「あなた」「ヨナギ」「story」
- イトヲカシ - 「PARADE」「やくそく」
- シイナナルミ×Non Stop Rabbit - 「優しい彼氏」
- POT - 「Reversal World」「COUNTDOWN」
- バンドハラスメント - 「君と野獣」
- FES☆TIVE - 「ディスコ列島浮世の夢」「OIDEMASE!!〜極楽〜」
- POETASTER - 「声あげて」[3]

## 監督した主なLIVE映像作品
- LACCO TOWER - 「LIVE DVD 狂想旅行記」
- 絶対直球女子！プレイボールズ - 「1st Anniversary Special ONEMAN LIVE at 渋谷WWW」
- AKB48 -「思い出せる君たちへ TeamB ウェイティング公演」
- HKT48 -「思い出せる君たちへ 博多レジェンド 夜公演」
- moumoon - FULLMOON LIVE SPECIAL 2017 〜中秋の名月〜 in AKASAKA BLITZ

## その他監督作品
- adidas neo - 池田エライザさんが cloudfoamの魅力を語るスペシャルメイキングムービー
- 清木場俊介 - ドキュメンタリー・男祭2013 JACKROSE x KIYOKIBA 2013.11.2 at Shibuya O-EAST

## カメラマンとしての参加作品
- back number - 「黒い猫の歌」MV
- SiM - 「10 YEARS」LIVE DVD
- My Hair is Bad - ハイパーホームランツアー日比谷野外大音楽堂 2017/5/4
- PASSPO☆ - 「TRACKS」MV
- 短編映画「cut back」(三戸なつめ 主演)[4]。
- 欅坂46 今泉佑唯 - 「落ちてきた天使」PV
- SUPER BEAVER - 10th Anniversary Special Set 「未来の続けかた」LIVE DVD
- shu uemura - 「color atelier glow on blush | shuGIRLS」
- SIRENT SIREN - 「AKANE」ドキュメンタリーフィルム
- NASTY NARO(from CODE-V) - 「Last Night」MusicVideo

## 不祥事
2019年11月、撮影と称してモデルの女性の体を触ったとして、警視庁に準強制わいせつの疑いで逮捕された。
2020年3月、別の女性に対する準強制性交容疑で再逮捕された。